# BBCロンドン
BBCロンドン（BBC London）は、イギリス・ロンドンと周辺地域の一部でローカルラジオ、テレビ、文字多重放送、オンラインサービスを制作している英国放送協会（BBC）の支局。日本の日本放送協会（NHK）における首都圏放送センターに相当する。テレビ放送では、『BBCロンドンニュース』と毎週日曜日の『サンデー・ポリティクス』、ラジオ放送では、BBCラジオ・ロンドン、BBCオンラインとデジタル放送の双方向サービスであるBBCレッドボタンでのロンドン地域のローカル報道を放送している。本部は、BBCブロードキャスティングハウス東側の新館にある。

## サービス

### テレビ放送
テレビ放送のメインは『BBCロンドンニュース』で、BBC Oneで毎日放送されており、『BBCブレックファスト』の放送中、『BBC News at One』、『BBC News at Ten』、『BBCウィークエンドニュース』の後に短縮版を放送している。メイン版は、『BBC News at Six』終了後、平日18:30から19:00まで放送され、リズ・ラティーフが担当している。比較は必然的に商業テレビ地域競争で、この場合はニュース制作会社のITNによって商業テレビネットワークのITV向けに制作された『ITVニュース ロンドン』と比較される。BBCロンドンは、イギリス国内（およびヨーロッパ）全体で、衛星サービスのBBCイギリス地域テレビのスカイUK974チャンネルで視聴できる。
BBCロンドンはまた、話題のマガジンシリーズ『インサイド・アウト』、『サンデー・ポリティクス』での20分間の独自編成など、放送対象地域の最新の出来事、特集、スポーツ番組を制作している。

### ラジオ放送
BBCラジオ・ロンドンは、話題や音楽をベースとした番組を24時間年中無休で編成している。周波数94.9MhzのFM放送、デジタルオーディオ放送、ヴァージン・メディアの930チャンネル、スカイUKの0152チャンネル（ロンドンエリアのみ）、Freeview721チャンネル、およびオンラインでロンドン全域に放送している。このラジオ放送は、以前は「BBC London Live（BBCロンドンライブ）」、「GLR（Greater London Radio、グレーター・ロンドン・ラジオ）」、「BBC London 94.9」として知られていた。
現在の朝の情報番組のプレゼンターはペニー・スミスとポール・ロスで、午前中の電話での番組はヴァネッサ・フェルツが務めている。朝と通勤時間帯の番組では、ロンドンの地元のニュースやコメントが豊富に取り上げている。ジョアン・グッドやロバート・エルムスなどの他の番組には、30分毎に地元の短いニュース放送を使った様々な話題や音楽が含まれている。
毎正時のBBCラジオ・ロンドンの短いニュース放送は、伝統的に他のBBCラジオサービスよりも5分長く、地元のスポーツや天気に関する国際、国内、地元ニュースに扱っている。ニュースサービスに加えて、専用の交通情報サービスが、ロンドン交通局（TfL）、ナショナル・レール、ハイウェイ・イングランドから提供された情報を使用して、テレビ、ラジオ、オンラインでBBCロンドンによって運営されている。BBCラジオ・ロンドンの交通情報は、オフピーク時は毎時31分・58分、夕方と朝のピーク時には毎時15分毎に更新される。TfL交通カメラにアクセスできる数少ないラジオ局の1つである。
スポーツはラジオのスケジュールの主要部分で、毎週夜に3時間のスポーツ関連の番組を放送しており、土・日曜日には4時間のスポーツ特別版を放送している。これは他のほとんどのBBCローカルラジオ局よりも多く、ロンドンの多数のスポーツチームやイベントを反映している。

## 歴史
『BBCロンドンニュース』は、2001年10月1日に、新しい編集エリアの設立を可能にするBBC送信機の適用範囲の変更に続いて開始された。主な結果は、ロンドンエリアが完全崩壊することになっていたサウス・イースト・イングランド地域の再編成で、新番組『サウス・イースト・トゥデイ』が新しい同地域のために制作されることになっていた。BBCロンドンは、それが呼ばれるようになった頃に、長年放送してきた『ニュースルーム・サウス・イースト』を終了させた。
グレーター・ロンドンとその周辺地域は、何十年にもわたって地域のBBCテレビニュースサービスを提供してきたが、テレビ信号は行政上または歴史上の境界にきちんと固執する傾向がないため、使用される送信機の適用範囲のための境界は常にやや曖昧だった。したがって、このエリアの「地域」ニュース報道の主な焦点は常に首都自体にあったが、ホーム・カウンティの他地域の報道も提供しなければならなかった。
現在の番組が2001年に開始される前は、この地域には多くの地域ニュース番組の前身となる番組があった。ロンドン版の地域プレゼンターが、後に続く全国版の主要プレゼンターを務めたライム・グローブ・スタジオの『ネイションワイド』が含まれていた。ロンドンエリアの他の同一番組は、『ロンドンプラス』、そして『ニュースルーム・サウス・イースト』だった。
もともと、BBCロンドンとサウス・イースト・イングランド地域は、エセックス、ハートフォードシャー、ケント、サリー、ハンプシャー、バッキンガムシャー、バークシャー、サセックス、ベッドフォードシャー、オックスフォードシャーの一部とともに、グレーター・ロンドン全体を占領した。これは、オックスフォード、ルートン、クローリー、メドウェイなど、おそらく独自の専用の番組編成に値する大規模な自治体が、ロンドンに偏った番組によってしばしば不十分なサービスを受けていたことを意味した。
BBCロンドンの番組を放送するために形成されたエリアは、より厳密に定義されたエリア、主にグレーター・ロンドンをカバーしますが、イースト・オブ・イングランド地域のベッドフォードシャー、エセックス、ハートフォードシャーの一部とバークシャー、バッキンガムシャー、ハンプシャー、サウス・イースト・イングランド地域のケント、オックスフォードシャー、サリー、サセックスの一部を含む。また、イングランドのこの地域の他のBBC地域の編集領域との重複もある。
オックスフォードシャー（ヘンリー・オン・テムズを除く）、バッキンガムシャーの大部分、バークシャー北部、ウィルトシャー北東部、グロスタシャー南東部、ノーサンプトンシャー南西部は、ケントとイースト・サセックスのほとんどがカバーされている間、『サウス・トゥデイ』を離脱し、タンブリッジ・ウェルズに本拠を置くBBCサウス・イースト・イングランド地域によって、『サウス・イースト・トゥディ』を制作している。

## スタジオ

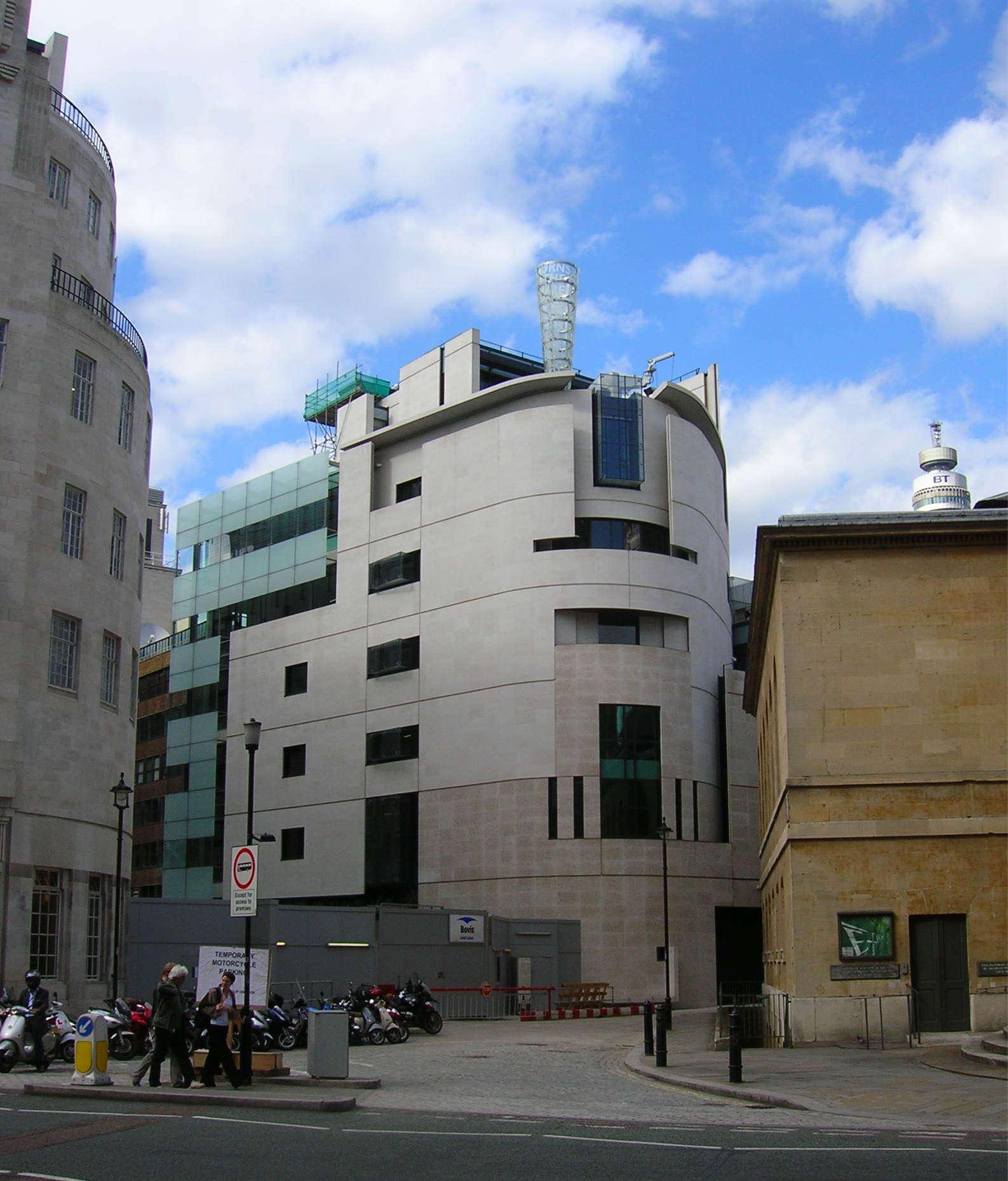
BBCロンドンは2009年にブロードキャスティングハウスの新しいエグトン・ウィングに移転した。

この地域の以前のニュースサービスは、古いBBCサウス・イースト地域で、シェパーズ・ブッシュ、ホワイトシティ、ハートフォードシャーのエルスツリーに様々な拠点を置いていた。BBCロンドンの立ち上げに続いて、この地域はニュースサービスが『BBCロンドンニュース』とBBCの管理部門と並んで拠点を置いていたメアリルボーン・ハイ・ストリートの施設に移転した。
当時、BBCはロンドンのポートフォリオをいくつかの物件に統合しようとしていたため、この取り決めは一時的なものに過ぎなかった。これには、特に、BBCテレビジョンセンターの閉鎖計画とブロードキャスティングハウスの拡張・改修が含まれ、その第1段階では、ブロードキャスティングハウスの形状、サイズ、構造がエグトン・ウィングと呼ばれる巨大な翼のような建物が建設された。ウィングは最近、ラジオパーソナリティ・DJのジョン・ピールに因んで「ピール・ウィング」に改名され、構造の完成と取り付けに続いて2009年にそこに移動したBBCロンドンを含む多くのBBCサービスの本拠地である。